# Sint-Jan-de-Doperkerk (Walsbets)

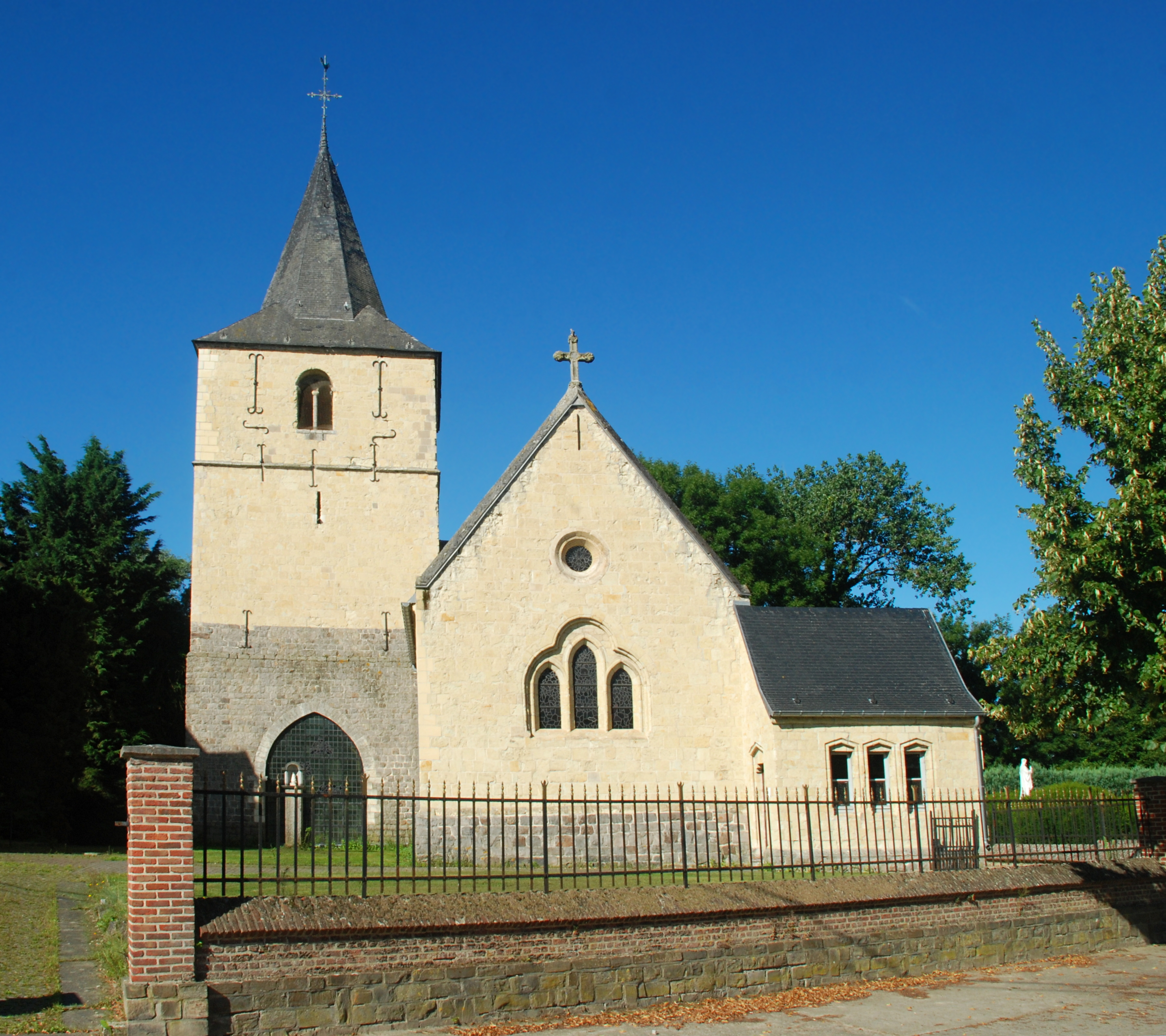
Sint-Jan-de-Doperkerk

De Sint-Jan-de-Doperkerk is de parochiekerk van de tot de Vlaams-Brabantse gemeente Landen behorende plaats Walsbets, gelegen aan de Wezerenstraat.

## Gebouw
Het betreft een tweebeukige kerk met een tegen de zuidgevel aangebouwde toren. De beuken zijn gotisch en het romaans koor is gebouwd in het 3e kwart van de 13e eeuw.
De toren is uit het midden van de 13e eeuw en in laatromaanse stijl gebouwd. De benedenste geleding werd gebouwd in kwartsiet en de overige geledingen zijn, evenals de rest van de kerk, opgetrokken in tufsteen. De torenspits is 17e-eeuws.
In 1931 werd de kerk nog naar het westen uitgebreid.

## Interieur
Het schilderij Doop van Christus in de Jordaan is 17e-eeuws.